# Carl-Gustaf Lilius

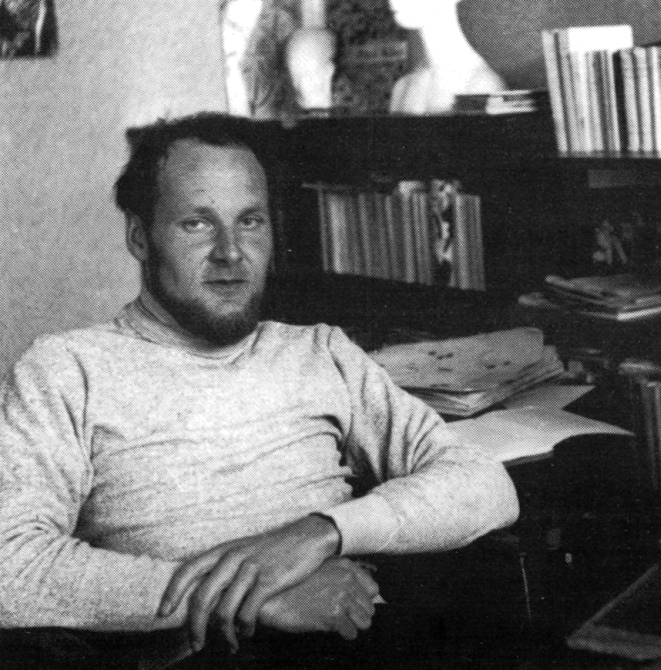
Carl-Gustaf Lilius ca. 1960.

Carl-Gustaf Henrik Casimir Lilius, född 14 juli 1928 i Helsingfors, död 14 december 1998 i Hangö, var en finländsk skulptör, målare och författare.

## Biografi
Carl-Gustaf Lilius studerade 1946–49 vid Helsingfors universitet och fortsatte därefter studierna med skulpturutbildning vid Finlands konstakademis skola 1949–52.
Som skulptör experimenterade han med de mest skilda material, oftast på den figurativt expressionistiska linjen, till exempel fågelskulpturen i Sibeliusparken i Hangö (1959). Han debuterade som bildkonstnär 1952 och hade sin första separatutställning 1958.
Carl-Gustaf Lilius hade en mycket stor produktion av omkring 64 000 verk, varav 48 500 är katalogiserade.
I sitt författarskap beskrev han sin egen verksamhet med utgångspunkt från en filosofisk vision om människans kaotiska tillvaro i ett outgrundligt universum. Han debuterade 1966 med diktverket Burgundiska sviten. År 1973 kom sedan den självbiografiska Metsytiska boken: en roman om tanken.
Inom ramen för författarskapet blev han en betydande samhällsdebattör som bland annat skarpt kritiserade Finlands undfallenhet i de politiska kontakterna med Sovjetunionen. 
Enligt Lilius testamente grundades Carl-Gustaf Lilius stiftelse med uppgift att förvalta hans konstnärliga kvarlåtenskap och hålla den tillgänglig för allmänheten. I Hangö ligger Lilius konstmuseum med offentliga konstverk, till exempel Kronohagen, och en bevingad kvinnlig gestalt baserad på konstnärens hustru, Irmelin Sandman Lilius.